# クイックピック
クイックピックとは、公営競技やスポーツ振興くじ（toto）などで採用されている投票法である。
購入者は、購入金額（下限有）や購入点数などはあらかじめ指定する必要があるが、投票券の選択はコンピュータが自動的にランダムに選択する方式を採用する。

## 主なもの
- 日本中央競馬会　2009年より、特定の開催期間・会場を限定する形で採用[1]。2024年をもって、専用マークカードの製造を終了し、各発売拠点の在庫がなくなり次第、タッチパネル対応券売機でのみの取り扱いに変更される[2]。
- 競輪　Dokanto![3]、Kドリームスのうち「BIG DREAM」、チャリロト（七重勝単勝式）にて採用。
- スポーツ振興くじ　「ランダムチャンス」[4]、「ランダム1000」[5]で採用（以上はtoto、mini toto、toto GOAL3・4で採用）。楽当て（対象券種は左記と同じ）[6]、BIG[7]については完全クイックピック投票となっている。
- 数字選択式全国自治宝くじ（ナンバーズ3、ナンバーズ4、ミニロト、ロト6、ロト7、ビンゴ5）